# Eishockey-Landesliga Bayern 1985/86
Die Eishockey-Landesliga Bayern 1985/86 wurde unter dem Dach des Bayerischen Eissportverbandes (BEV) organisiert und war nach der Bayernliga eine der sechsthöchsten Spielklassen im deutschen Eishockey.

## Saisonverlauf
In der 38. Ausspielung dieser Liga wurde der EC Bad Reichenhall bayerischer Landesligameister und war zugleich als Aufsteiger für die nächste Bayernligasaison qualifiziert. Die Mannschaften auf den Plätzen zwei bis vier mit dem EV Pegnitz, ESV Buchloe und dem ERC Regen waren ebenfalls aufstiegsberechtigt. Der Absteiger SB Geisenhausen und Rückzieher SV Bayreuth 1b haben die Liga verlassen.

### Modus
In der Saison 1985/86 wurde mit 36 Mannschaften in vier Hauptrundengruppen eine Einfachrunde ausgespielt. Nach der Hauptrunde waren jeweils die Gruppensieger für die Bayernliga 1986/87 qualifiziert und Teilnehmer an der Meisterrunde, in welcher der bayerische Landesligameister ermittelt wurde. Am Ende der Saison gab es zwei Absteiger, davon einen Rückzieher.

## Teilnehmer
Nicht mehr dabei waren die Auf- und Absteiger der Vorsaison. Neu hinzukamen zwei Absteiger aus der Bayernliga und fünf Aufsteiger aus der bayerischen Kreisliga.

### Hauptrunde
| Gruppe 1 (Nord) | Gruppe 2 (Ost)                                                                                                 | Gruppe 3 (Süd) | Gruppe 4 (West) |
| --- | --- | --- | --- |
|  1. EV Pegnitz 1b (N) - 2. SC Bad Kissingen  3. SV Bayreuth 1b (R) - 4. ERSC Amberg - 5. EC Erkersreuth - 6. SV Hof (A) - 7. ERC Haßfurt - 8. ESC Höchstadt (N) - 9. Kulmbacher EC (A) - 10 ERV Schweinfurt 1b (N) - 11 SG Würzburg |  ERC Regen - ESV Gebensbach - EC Pfaffenhofen - SC Ergolding (N) - EV Bruckberg - EV Aich  SB Geisenhausen (N) |  EC Bad Reichenhall - ETC Höhenkirchen - TC 60 Rosenheim - EC Schwaig - EC Planegg-Geisenbrunn - ASV Dachau - ERSC Ottobrunn - USC München (N) |  EV Füssen 1b - ESV Buchloe - SG Hopferau - SV Hohenfurch - TSV Marktoberdorf - SC Forst - VfL Denklingen - TSV Oberbeuren - SV Kempten 1b - ESV Türkheim |

(A) = Absteiger aus der Bayernliga, (N) = Neu in der Liga, (R) = Rückzug,  Aufsteiger und Meisterrundenteilnehmer = fett gedruckt

 Gruppensieger  Absteiger / Rückzieher

### Meisterrunde
|    | Mannschaft         | Spiele | Tore  | Diff. | Punkte |
| -- | ------------------ | ------ | ----- | ----- | ------ |
| 1. | EC Bad Reichenhall | 6      | 49:19 | +30   | 10     |
| 2. | EV Pegnitz         | 6      | 73:17 | +56   | 10     |
| 3. | ESV Buchloe        | 6      | 21:51 | −30   | 3      |
| 4. | ERC Regen          | 6      | 13:69 | −56   | 1      |

 Bayerischer Landesligameister und Aufsteiger  Aufsteiger